# Jaromíra Žáčková-Batková
Jaromíra Žáčková-Batková též Jaromíra Žáčková-Bátková nebo jen Jaromíra Batková (16. ledna 1902 [uváděno též 6. ledna 1902] Studénka – 23. října 1991 Francie), byla československá politička a meziválečná i poválečná poslankyně Národního shromáždění za Československou stranu národně socialistickou.

## Biografie
Absolvovala obchodní školu. Počátkem 20. let pracovala jako úřednice konzumního spolku v Studénce, později nastoupila na post úřednice v Jednotě zaměstnanců československých drah v Ostravě-Přívoze. Roku 1919 vstoupila do Československé socialistické strany, jak tehdy zněl název pozdější národně socialistické strany. Od roku 1922 zasedala v župním (krajském) stranickém výboru. Angažovala se v ženském hnutí a v letech 1927–1938 byla zemskou tajemnicí národněsocialistických žen. V roce 1926 se rovněž stala členkou ústředního výkonného výboru národně socialistické strany.
V parlamentních volbách v roce 1935 získala poslanecké křeslo v Národním shromáždění. Mandát si oficiálně podržela do zrušení sněmovny roku 1939, přičemž krátce předtím ještě v prosinci 1938 přestoupila do nově vzniklé Strany národní jednoty. Profesí byla dle údajů k roku 1935 zemskou tajemnící žen v Brně.
Od dubna 1939 nastoupila jako ženská tajemnice do aparátu Národního souručenství. Na základě udání, že provozuje politiku bývalého prezidenta Beneše, byla po několika měsících propuštěna. V říjnu 1939 byla zatčena nacistickými úřady a zůstala osmnáct dní ve vazbě. Po propuštění se zapojila do ilegálních aktivit bývalých členů národně socialistické strany. Od roku 1942 pracovala na úředních pozicích. Politicky se začala otevřeně angažovat opět po osvobození.
V letech 1945–1946 byla poslankyní Prozatímního Národního shromáždění a v letech 1946–1948 Ústavodárného Národního shromáždění. S komunistickým převratem roku 1948 nesouhlasila. Odešla do exilu.